# Reg Barnett
Reginald Albert "Reg" Barnett (Londres, 15 de outubro de 1945) é um ex-ciclista britânico que competiu na prova de velocidade nos Jogos Olímpicos de 1968, na Cidade do México.